# Жантерек
Жантере́к (каз. Жантерек) — село у складі Кзилкогинського району Атирауської області Казахстану. Входить до складу Мукурського сільського округу.
Населення — 347 осіб (2021; 362 у 2009, 353 у 1999, 285 у 1989).